# Алиев, Муса Мирзоевич
Муса́ Мирзоевич Али́ев (азерб. Муса́ Мирза́ оглы́ Али́ев; 29 марта [11 апреля] 1908, Шемахы, Бакинская губерния — 4 мая 1985, Москва) — советский учёный-геолог и палеонтолог, доктор геолого-минералогических наук, профессор, академик АН АзССР, Президент АН Азербайджанской ССР (1950—1958).

## Общие сведения
Родился 11 апреля 1908 года в городе Шемаха.
После окончания средней школы с отличием по физико-математическому циклу в 1926 году поступил в Азербайджанский политехнический институт
на горное отделение технологического факультета.
В 1931 году окончил нефтепромысловый факультет Азербайджанского политехнического института.
Был оставлен в аспирантуре, где проводил исследования под руководством профессоров В. В. Богачёва, В. Ф. Пчелинцева и В. П. Ренгартена. В 1936 году защитил кандидатскую диссертацию, посвященную стратиграфии и иноцерамам верхнемеловых отложений северо-восточной части Малого Кавказа.
В 1939—1941 годах — ректор Индустриального института им. М. Азизбекова (ныне Азербайджанская государственная нефтяная академия).
В 1950 году получил звание академика АН Азербайджанской ССР, в 1957 году доктора геолого-минералогических наук.
В 1950—1958 годах президент АН Азербайджанской ССР.
В 1958 году по приглашению президента АН СССР академика А. Н. Несмеянова был переведен в Москву в Институте геологии и разработки горючих ископаемых АН СССР.
В 1967—1971 годах возглавлял крупный Советско-Алжирский контракт по геологии нефти и газа.
Он был участником международных геологических конгрессов в Мексике (1956) и Дании (1960), нефтяных конгрессов Арабских стран в Ливане и Египте.
Скончался в 4 мая 1985 года в Москве.

## Научная деятельность
Наибольшее внимание было уделено семейству иноцерамиды — руководящей группе ископаемых моллюсков для верхнемеловых отложений.
Был руководителем отдела палеонтологии и стратиграфии, заместителем директора Института геологии и разведки горючих полезных ископаемых, руководителем лаборатории стратиграфических исследований в нефтегазовых местностях.
Известный специалист в области иносерамской фауны мела, систематики и биостиграфии, вел стратиграфические исследования нефтегазовых комплексов на Кавказе, в Средней Азии, Западной Сибири, также занимался региональной геологией и нефтеносностью Алжирской Сахары и Атласа, Ближнего и Среднего Востока. Создатель Бакинской школы палеонтологии и стратиграфии по мезозою.
Являлся инициатором запуска в производство проекта освоения Нефтяных Камней.
Подготовил 40 докторов и кандидатов наук. Автор 210 научных трудов, в том числе 15 монографий.

## Награды и премии
- 1940 — Орден Трудового Красного Знамени[5]
- 1943 — Медаль «За трудовую доблесть»
- 1947 — Орден Ленина, За работу в годы войны по подготовке инженерных и научных кадров
- 1953 — Орден Трудового Красного Знамени, за работу по подготовке специалистов и научных кадров в центральных вузах и научно-исследовательских организациях
- Орден Славы
- Награждён медалями.[уточнить]

## Адреса
Жил в Баку в «Доме красной профессуры» на проспекте Ленина (ныне — пр. Азадлыг), дом № 3.
В Москве на ул. Ферсмана, дом 3.

## Память
В 2009 году по инициативе ЮНЕСКО в Париже был проведен симпозиум, посвященный 100-летию ученого.
Традиции, которые заложил в нефтяной науке Муса Алиев, живут и сегодня: мы используем их в нашей работе.
Катрин Грассе, компания TOTAL.